# Fabián Cancelarich
Fabián Cancelarich   (Santa Fe, 30 de desembre de 1965 - Buenos Aires, 14 de maig de 2024) va ser un futbolista argentí. Va formar part de l'equip argentí a la Copa del Món de 1990 però no hi disputà cap partit.